# Western Sydney Wanderers (Frauenfußball)
Das Team Western Sydney Wanderers Women ist die Frauenfußballabteilung des Western Sydney Wanderers FC und spielt in der höchsten australischen Frauenfußballliga, der W-League. Der Verein hat seinen Sitz in Sydney, New South Wales und wurde im Jahr 2012 gegründet.

## Geschichte

### 2012 – Gründungsjahr
Im Jahr 2008 entschloss sich der australische Fußballdachverband (FFA), einen neuen Fußballverein in der Metropolregion Sydney zu gründen. Dieser Verein sollte als lokaler Kontrahent zu dem bereits existierenden Sydney FC in der Männer-Profiliga, der A-League, aufgestellt werden. Vier Jahre später wurde die Gründung des Vereins unter dem Namen Western Sydney Wanderers bekanntgegeben. Besitzer des Franchise blieb die FFA. Kurz nach Entstehen des Vereins und der Aufstellung einer Männer-Profimannschaft wurde die Gründung eines Frauen-Profiteams bekanntgegeben. Nachdem das Team der Central Coast Mariners auf Grund fehlender Finanzmittel vor der Saison 2010/11 die W-League verlassen musste und zwei Saisons mit nur sieben Teams gespielt wurden, konnten die Western Sydney Wanderers Women zur Saison 2012/13 als achtes Team der Liga beitreten. Als Trainer wurde der Australier Stephen Roche verpflichtet.

### 2012/13 – Erste Saison
Seine erste Saison beendete das Team auf dem sechsten Ligaplatz. Damit war der Einzug mit den besten vier Teams in die Playoffs zwar nicht gelungen, jedoch konnte eine positive Resonanz der Öffentlichkeit in der Region und eine erste Fangemeinschaft erreicht werden.

### 2013/14 – Zweite Saison
In der zweiten Spielzeit führte Trainer Roche das Team auf den siebten Tabellenplatz.

### 2014 – Dritte Saison
Im Juli 2014 übernahm Norm Boardman den Trainerposten für die Saison 2014. Trotz neuem Trainer schnitt das Team erneut schlecht ab und wurde am Saisonende Tabellenletzter.